# Jacob-Bellecombette
Jacob-Bellecombette – miejscowość i gmina we Francji, w regionie Owernia-Rodan-Alpy, w departamencie Sabaudia.
Według danych na rok 1990 gminę zamieszkiwały 2592 osoby, a gęstość zaludnienia wynosiła 1049 osób/km² (wśród 2880 gmin regionu Rodan-Alpy Jacob-Bellecombette plasuje się na 344. miejscu pod względem liczby ludności, natomiast pod względem powierzchni na miejscu 1678.).